# 리젠화
리젠화(중국어 간체자: 李建华, 1954년 9월 ~ )는 중화인민공화국의 정치인이다. 전 닝샤 후이족 자치구 중국 공산당 당위원회 서기이다. 허베이성 구청 현 출신이다.

## 생애
허베이성 구청현에서 태어났다. 1969년 산시성 인민해방군 603부대와 쿤밍 149부대에서 군인으로 복무했다. 1973년 2월, 베이징전력공급국 정비관리소 노동자로 일을 시작했고 1975년 중국 공산당에 입당했다. 이후 정치공작간사, 공청단 총지부 부서기와 서기, 검수대 당지부 부서기 등을 지냈다.
1978년 7월, 중국공산당 중앙조직부에서 근무하며 경제간부국과 중앙기관간부국, 경제과학교육간부국 간사 등을 거쳐 경제과학교육간부국 부처장과 처장 등을 역임했다. 1992년 경제과학교육간부국 부국장과 1994년 경제과학기술간부국 부국장, 1997년 당 정외사간부국 국장, 1999년 간부조배국 국장을 거쳐 2006년 중국공산당 중앙조직부 간부1국 국장에 임명되었다.
2000년 12월 중국공산당 쓰촨성 성위원회 상무위원과 조직부 부장에 임명되었고, 2002년 9월 중국공산당 중앙조직부 부부장금 위원 겸 간부2국 국장을 지냈으며 2003년 중앙조직부 부부장을 거쳐 2004년 중앙조직부 겸 중국공산당 인재공작협조소조 부조장에 임명되었다. 2007년 중국공산당 중앙조직부 부부장 겸 기관당위원회 서기를 지냈다. 이후 2011년 국가행정학원 당위원회 서기와 상무부원장에 임명되었다.
2013년 중국공산당 닝샤 후이족 자치구 당 위원회 서기와 닝샤 후이족 자치구 전국대표대회 상무위원회 당조서기로 선출되었다. 2017년 서기에서 물러나 전국정협제안위원회 부주임으로 선출되었다.